# ヨウ素酸コバルト(II)
ヨウ素酸コバルト(II)（ヨウそさんコバルト、英 cobalt(II) iodate）は組成式Co(IO3)2で表されるコバルトのヨウ素酸塩である。コバルトのヨウ素酸塩は二価のもののみが知られている。

## 製法
ヨウ素酸に炭酸コバルト(II)を加えた溶液から水和物が得られる。無水物は水和物を165~200℃で長時間加熱するか、硝酸コバルト(II)とヨウ素酸カリウムを密閉状態で2〜3時間120℃に加熱、または硝酸コバルト(II)とヨウ化カリウムと硝酸の混合液を80〜90℃で濃縮すると得られる。
{\displaystyle {\ce {CoCO3\ + 2HIO3 -> Co(IO3)2\ + CO2\ + H2O}}}
{\displaystyle {\ce {Co^{2+}\ + 2I^-\ + 12HNO3 -> Co(IO3)2\ + 12NO2\ + 6H2O}}}

## 性質
加熱した希リン酸・硫酸に溶ける。二水和物は光沢のある青色結晶、三水和物は淡赤色結晶、四水和物・六水和物は赤色結晶、五水和物はバラ色結晶。
水に対する溶解度は低く、溶解度積は以下の通りである。
{\displaystyle {\ce {Co(IO3)2\ \leftrightarrows \ Co^{2+}(aq)+2IO3^{-}(aq),}}}{\displaystyle Ksp=1.2\times 10^{-2}}
希硫酸および希リン酸中で加熱すると溶解する。200℃程度に加熱すると分解して酸素およびヨウ素を放出する。